# Сапун (присілок)
Сапун (рос. Сапун) — присілок в Вачському районі Нижньогородської області Російської Федерації.
Населення становить 6 осіб. Входить до складу муніципального утворення Новосельська сільрада.

## Історія
Від 2009 року входить до складу муніципального утворення Новосельська сільрада.

## Населення
| 1859 | 1897 | 1905 | 1926 | 1999 | 2002 | 2010 |
| ---- | ---- | ---- | ---- | ---- | ---- | ---- |
| 608  | ↘531 | ↗731 | ↘589 | ↘45  | ↘31  | ↘6   |